# Феттахоглу, Нур
Асие́ Нур Феттахоглу́ (тур. Asiye Nur Fettahoğlu [asi'je nuɾ ˈfettaˌhoːɫu]; 12 ноября 1980, Дуйсбург, ФРГ) — турецко-немецкая актриса кино . Российскому зрителю известна по роли наложницы османского султана Сулеймана Кануни Махидевран Султан в сериале «Великолепный век». Во времена замужества была известна, как Нур Айсан по фамилии мужа Мурата Айсана.

## Биография
Нур Феттахоглу родилась в 1980 году в Дуйсбурге, земля Северный Рейн-Вестфалия, Германия, в семье Небахат и Синана Феттахоглу, в которой было пять детей. Окончила лицей Бешикташ в Стамбуле. Училась на факультете дизайна одежды в Университете Халич (Стамбул). Нур работала в банке, была телеведущей в рубрике «Новости биржи» на канале «Скай Тюрк». Приобрела популярность, снимаясь в известном сериале «Запретная любовь», в котором сыграла роль Пейкер. Позже снималась в фильме «Долина волков: Палестина». С 2011 года по 2014 год играла роль Махидевран Султан в сериале «Великолепный век». С осени 2014 года по январь 2015 снималась в сериале «На жизненном пути», исполняла роль хирурга Шафак Гюнай. В настоящее время Нур снимается в сериале «Филинта», где играет Сюрею.

## Личная жизнь
Первым мужем актрисы стал Мурат Айсан. Брак был заключён в 2008 году и продлился до 2011 года. А 30 октября 2013 года Нур повторно вышла замуж. На этот раз избранником стал бизнесмен Левент Везироглу. Этот брак был расторгнут в начале 2015 года. В  мае 2015 года Нур вернулась к Левенту; 11 февраля 2016 года Нур родила дочь, которую назвали Элиса Гюзин.
25 марта 2021 состоялось заседание суда, на котором было принято решение удовлетворить просьбу Нур Феттахоглу и ее супруга Левента Везироглу о разводе. Пара, прожившая в браке восемь лет, разошлась во второй раз. Опека над дочерью осталась за матерью.

## Фильмография
| Год       |   | Русское название             | Оригинальное название    | Роль               |
| --------- | - | ---------------------------- | ------------------------ | ------------------ |
| 2021      | с | Пустота                      | Hükümsüz                 | Мелек              |
| 2021      | с | Бумажный дом                 | Kağıt ev                 | Aylin              |
| 2020      | ф | Что у меня получится         | Benden ne olur           | Харика Бал         |
| 2020      | с | Вавилон                      | Babil                    | Эда                |
| 2019      | с | Дети сестер                  | Kardeş çocukları         | Умай Карай         |
| 2018      | с | Степь                        | Step                     | Диляра             |
| 2018      | ф | Сумасшедшие                  | Deliler                  | Аладжа             |
| 2017—2018 | с | Права на престол: Абдулхамит | Paytaht Abdülhamit       | княжна Эфсун       |
| 2017      | с | Фи                           | Fi                       | Биллур             |
| 2015—2016 | с | Великий сыщик Филинта        | Filinta                  | Сюрея              |
| 2014—2015 | с | На жизненном пути            | Hayat Yolunda            | доктор Шафак Гюнай |
| 2011—2014 | с | Великолепный век             | Muhtesem Yüzyil          | Махидевран Султан  |
| 2011      | ф | Долина волков: Палестина     | Kurtlar Vadisi: Filistin | Симона Леви        |
| 2010      | с | Кассир                       | Gişe Memuru              | Кадын              |
| 2008—2010 | с | Запретная любовь             | Aşk-ı Memnu              | Пейкер Йёреоглу    |
| 2007      | с | Колебания сердца             | Gönül Salıncağı          | Айлин Арысой       |
| 2007      | с | Какой из меня отец           | Benden Baba Olmaz        | Тюлай Дженк        |